# Rémy Faesch
 (juin 2010).
Si vous disposez d'ouvrages ou d'articles de référence ou si vous connaissez des sites web de qualité traitant du thème abordé ici, merci de compléter l'article en donnant les références utiles à sa vérifiabilité et en les liant à la section « Notes et références ».
Rémy Faesch (né vers 1460 à Bâle - décédé vers 1533-1534 à Thann) est un architecte, maître d'œuvre, sculpteur et tailleur de pierre de la cathédrale, des églises et de l'hôtel de ville de Bâle, en Suisse, ainsi que de la collégiale Saint-Thiébaut et de la Halle aux blés de Thann, en Alsace.

## Biographie

### Origine
Issu d'une famille bâloise, Rémy (Remigius) Faesch devient, comme son père Niclaus Faesch avant lui, tailleur de pierre à Bâle dès 1472 et maître d’œuvre de plusieurs maisons. Sa famille était, à cette époque, composée d'orfèvres, de tailleurs de pierre et de sculpteurs. Comme il a été sans doute initié dès le plus jeune âge au travail de la pierre et de la sculpture, c'est naturellement qu'il se dirige vers cette profession, maîtrisant non seulement la mise en œuvre de l'architecture des bâtiments, mais maniant aussi bien la maçonnerie et la taille de la pierre, que la sculpture. Dès 1487, il est désigné sous les termes de maisonneur, qui correspond à constructeur de maisons et de maître d'œuvre. 

### Œuvres
Vers 1480, Rémy Faesch construit l’Engelhof de Bâle. De 1486 à 1488, il édifie la maison de la corporation des marchands dite maison de la corporation de la Clé. Il réalise également, vers 1488, la voûte de la Chartreuse.
Il déménage à Thann vers 1491 où il devient l’un des architectes de la collégiale Saint-Thiébaut. Dès 1492, il commence les travaux du bas-côté Nord puis s'attèle à la partie orthogonale et la flèche qui culmine à 78,15 m de haut. En 1495, Rémy Faesch conçoit les voûtes de la grande nef, élève les arcs-boutants, et termine en 1498 la façade de l'édifice avec son immense portail à trois tympans orné d'une fine rosace sculptée. Toujours dans ce qu'il a élevé, on lui doit notamment la remarquable coupole de la tour occidentale, déclinaison gothique tardive du beffroi de la cathédrale de Fribourg-en-Brisgau. Il acheva cette magnifique et audacieuse flèche ajourée de la collégiale de Thann entre 1506 et 1516. Entre la fin du xve siècle et le début du XVIe siècle, en tant que dernier maître d'œuvre de cet édifice, il réalise et termine ce chantier de la collégiale de Thann commencée deux siècles plus tôt, entre la fin du xiiie siècle et le début du XIVe siècle. 
En 1503, il est nommé architecte de la cathédrale de Bâle, charge qu’il n’exerça que pro forma, continuant à résider à Thann. Entre 1504 et 1510, il réalise la mairie de Bâle située place du marché. Ce bâtiment connaît de nombreuses transformations par la suite. En 1506, Faesch apparaît comme expert dans la construction de la cathédrale de Berne. En 1516, il exécute le jubé de l'église paroissiale Notre-Dame de Vieux-Thann, rebaptisée bien plus tard, en 1823, église Saint-Dominique. À l'intérieur de cette même église, il est également l'auteur d'un groupe sculpté gothique représentant le tombeau du Christ. 
En 1520, il construit la halle aux blés de Thann et poursuit les travaux de la collégiale Saint Thiébaut en bâtissant une deuxième sacristie et une tourelle d'escalier pour le bas-côté Sud. Tout au long de sa vie, il intervient sur les différentes églises de Bâle. Il aurait immortalisé son image dans la pierre en se représentant sous les traits d’un petit personnage contorsionné servant de support à la statue de Saint Thiébaut de Thann, sur le pignon Ouest. On retrouve son signe lapidaire, correspondant à une croix de forme particulière, à la halle aux blés et dans l’église du vieux Thann. Le dernier édifice qu'il construit est le nouvel hôtel des Monnaies de Thann en 1533, qui venait alors remplacer l'ancien hôtel des monnaies de la rue Saint Thiébaut. 
Il épousa Ursula Hug avec qui il eut plusieurs enfants mais celle-ci disparut quelques années avant son mari en 1522. Rémy Faesch décéda en 1533 ou 1534 à Thann.
Il est l'ancêtre du cardinal Joseph Fesch (1763-1839) et de Jacques Fesch (1930-1957).
Ses constructions témoignent de l'épanouissement et de la particularité de l'architecture gothique rhénane et germanique en Suisse et en Alsace. Son œuvre est assez caractéristique du style gothique flamboyant que l'on retrouve également à Strasbourg, à Fribourg-en-Brisgau et dans certaines églises d'Alsace, de Suisse, et d'Allemagne du Sud. 
En souvenir de son activité d'architecte et afin d'honorer sa mémoire, un collège de la ville de Thann porte son nom.